# Aphaniotis acutirostris
Espèce
Aphaniotis acutirostris est une espèce de sauriens de la famille des Agamidae.

## Répartition
Cette espèce est endémique d'Indonésie. Elle se rencontre dans les îles Mentawai, à Sumatra et au Kalimantan.

## Étymologie
Son nom d'espèce, dérivé du latin acutus, « aigu », et rostrum, « bec », lui a été donné en référence à son museau pointu.

## Publication originale
- Modigliani, 1889 : Materiali per la fauna erpetologica dell isola Nias. Annali del Museo civico di storia naturale di Genova, sér. 2, vol. 7, p. 113–124 (texte intégral).